# Ernst Simon (Philosoph)

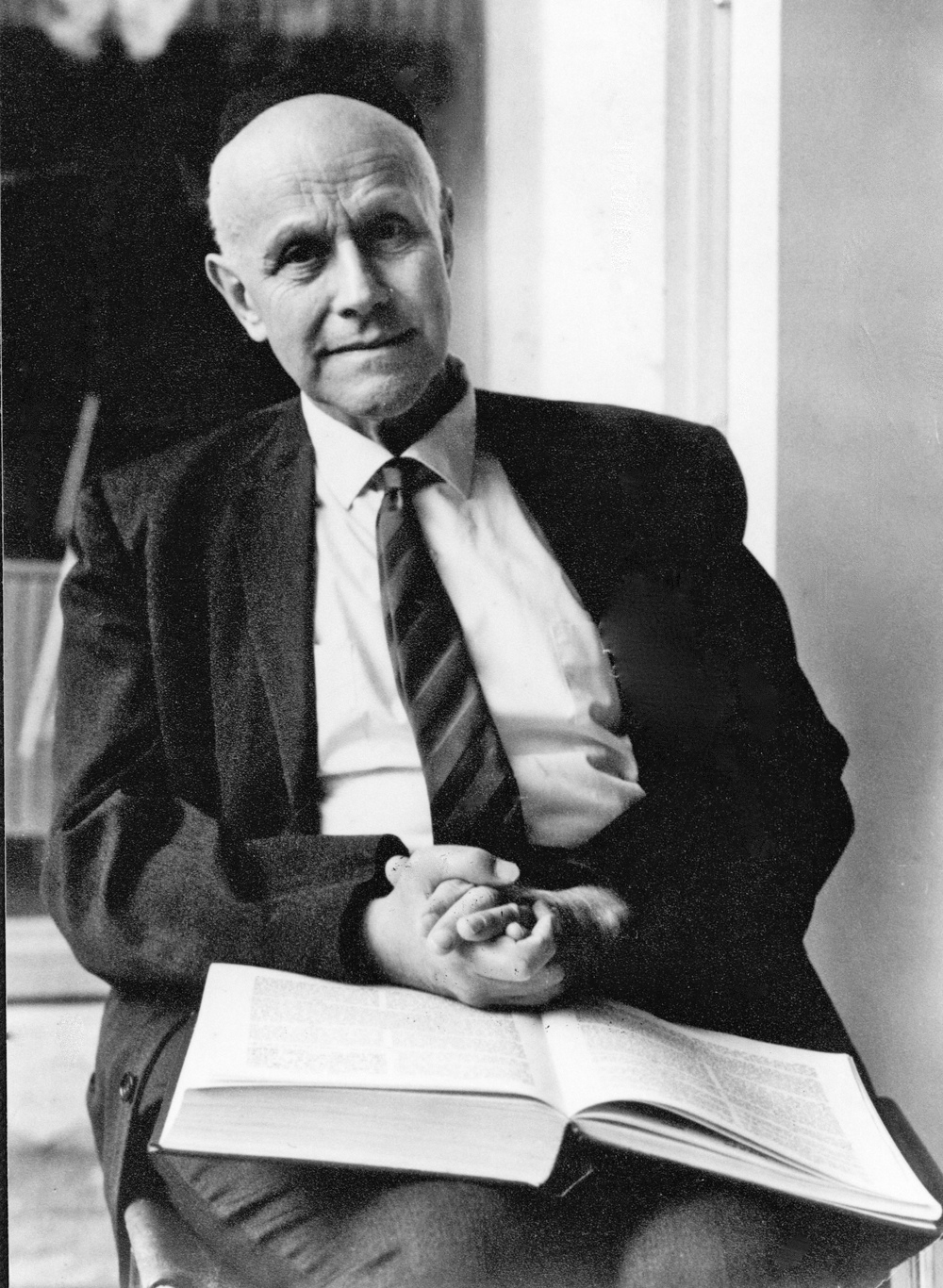
Ernst Simon (1960er-Jahre)

Ernst Akiba Simon (* 15. März 1899 in Berlin; † 18. August 1988 in Jerusalem) war ein israelischer Religionsphilosoph, Pädagoge und Historiker deutscher Herkunft.

## Leben
Simon wuchs in einer assimilierten deutsch-jüdischen Familie auf. Als Gymnasiast begeistert vom deutschnationalen Patriotismus, meldete sich Simon als Freiwilliger an die Front. Durch den in der Armee herrschenden Antisemitismus und nach seiner Verwundung bei Verdun verlor er jedoch seine patriotische Einstellung. Auf der Suche nach seiner Identität fand er während seines Studiums seinen Platz in der zionistischen jüdischen Studentenbewegung.
Ab 1919 studierte Simon in Berlin Germanistik, Geschichte und Philosophie; später wechselte er mit diesen Fächern nach Heidelberg. Bei dem Historiker Hermann Oncken promovierte er 1923 mit einer Arbeit Über Ranke und Hegel. Drei Jahre später legte er in Frankfurt sein Staatsexamen in Germanistik ab. Anschließend lehrte er dort als Studienassessor.

## Leistungen
Simon engagierte sich am Freien Jüdischen Lehrhaus und arbeitete an Bubers Zeitschrift Der Jude als Redakteur von 1923 bis 1928 mit. 1928 emigrierte Simon mit seiner Ehefrau nach Palästina und wirkte dort als Dozent für Theologie und Philosophie an der Hebräischen Universität Jerusalem. Auf Bitten Bubers kehrte er 1934 für sechs Monate nach Deutschland zurück und half diesem bei dessen Arbeit in der Erwachsenenbildung. Ende 1934 verließ Simon endgültig das nationalsozialistische Deutschland und ging zurück an die Hebräische Universität, um dort seine Lehrtätigkeit wieder aufzunehmen. 1944 wählten die Stimmberechtigten des Jischuv ihn in die vierte jüdische Repräsentantenversammlung. 1950 übernahm Simon eine Professur für Philosophie und Geschichte der Pädagogik.
Im Anschluss an Peter Wust entwickelte Simon die Vorstellung einer „zweiten Naivität“ – eine Haltung, „die es uns möglich macht, am religiösen Glauben festzuhalten ohne die Skepsis, die der säkularen Erfahrung beigeheftet ist, wegzugeben“.
Zusammen mit Martin Buber und Gershom Scholem wurde er Mitglied im Friedensbund Brit Shalom, der sich für die jüdisch-arabische Verständigung sowie einen binationalen jüdisch-palästinensischen Staat einsetzte. Auch nach der Staatsgründung Israels gehörte Simon mit einigen anderen Intellektuellen zu den Kritikern der israelischen Politik. 1955 war er maßgeblich an der Gründung des Leo Baeck Instituts beteiligt. Gastprofessuren und Vortragsreisen führten ihn immer wieder nach Europa und in die USA. Simon gehörte dem Kuratorium des 1961 gegründeten Bundesverbands Deutsch-Israelische Studiengruppen (BDIS) an.
Im Alter von 89 Jahren starb Ernst Simon 1988 in Jerusalem. Nach seinem Tod erwarb das Moses-Mendelssohn-Zentrum der Universität Potsdam seine 6000 Bände umfassende Bibliothek.

## Schriften und Briefe (Auswahl)
- mit Martin Buber, Judah Leon Magnes (Hrsg.): Towards Union in Palestine. Essays on Zionism and Jewish-Arab cooperation. Ihud (Union) Association, Jerusalem 1947.
- Aufbau im Untergang. Jüdische Erwachsenenbildung im nationalsozialistischen Deutschland als geistiger Widerstand. Mohr, Tübingen 1959 (= Schriftenreihe wissenschaftlicher Abhandlungen des Leo Baeck Institute of Jews from Germany, Band 2).
- Hannah Arendt – Eine Analyse. In: Friedrich Krummacher (Hrsg.): Die Kontroverse Hannah Arendt, Eichmann und die Juden, Nymphenburger, München 1964, S. 39–77.
- Brücken. Gesammelte Aufsätze. Schneider, Heidelberg 1965.
- Selbstdarstellung. In: Pädagogik in Selbstdarstellungen. Band 1. Meiner, Hamburg 1975, ISBN 3-7873-0344-8, S. 272–333.
- Entscheidung zum Judentum. Essays und Vorträge. Suhrkamp, Frankfurt 1980 (= Bibliothek Suhrkamp, Band 641).
- Sechzig Jahre gegen den Strom. Briefe von 1917 bis 1984. Hrsg. vom LBI, Jerusalem. Mohr Siebeck, Tübingen 1998, ISBN 3-16-147000-1 (= Schriftenreihe wissenschaftlicher Abhandlungen des Leo-Baeck-Instituts, Band 59).
- Brief von Leo Strauss. In: Münchner Beiträge zur jüdischen Geschichte und Kultur. Hrsg. vom Lehrstuhl für Jüdische Geschichte und Kultur, Michael Brenner. H. 2, 2013, S. 23–28 (mit anschl. Kommentar von Thomas Meyer). Ohne ISSN Zugang.